# Capuz clitoridiano

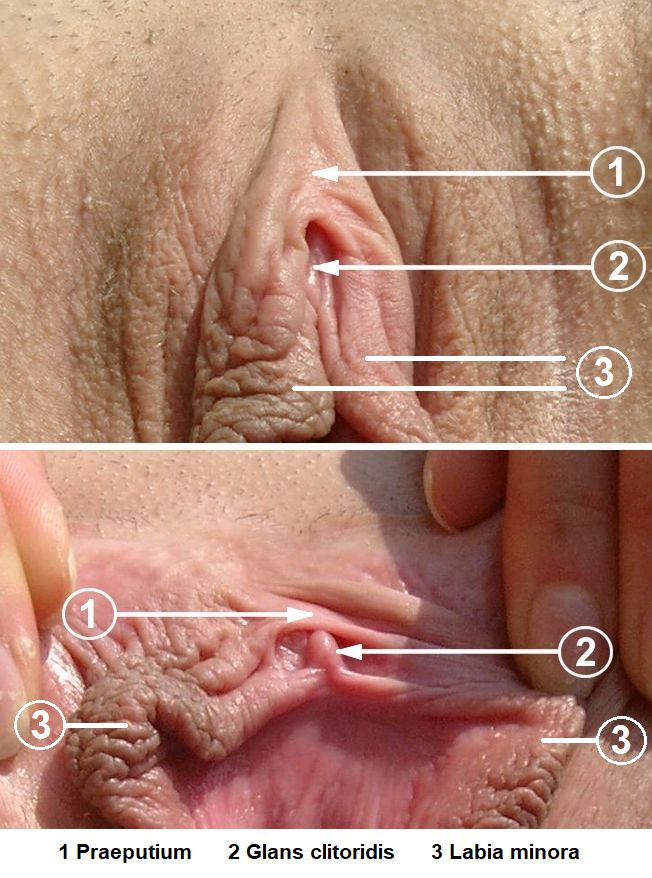
(1) capuz do clitóris (2) clitóris (Na parte inferior da imagem os lábios estão afastados.)

Na anatomia humana feminina, o capuz do clitóris (também chamado preputium clitoridis e prepúcio do clitóris) é uma dobra da pele que envolve e protege a glande do clitóris e suas mais de 8000 terminações nervosas. Ele também cobre o eixo externo do clitóris, desenvolve-se como parte dos pequenos lábios e é homólogo do prepúcio (igualmente chamado prepúcio) nos órgãos genitais masculinos. A capuz clitoridiano é composto de tecidos muccocutâneos; esses tecidos estão entre a mucosa e a pele e podem ter importância imunológica porque podem ser um ponto de entrada das vacinas das mucosas. O capuz do clitóris também é importante não apenas na proteção da glande do clitóris, mas também no prazer sexual, pois é um tecido erógeno.